# Голубянка зефиринус
Голубянка зефиринус или голубянка зефировая (лат. Kretania zephyrinus) — дневная бабочка из семейства голубянок.

## Этимология латинского названия
Zephyrinus (греческая мифология, латинский суффикс) — «похожий на Зефира». Зефир в греческой мифологии — бог западного ветра. Изображался в виде юноши с крыльями бабочки. Название дано за сходство с близким видом — голубянкой зефир.

## Ареал и местообитание
Центральная и восточная часть Большого Кавказа, Джавахетско-Армянское плато и Талыш, Казахстан, Армения, Дагестан, Азербайджан, Грузия (Вашлованский заповедник), Северный Иран, Северный Тянь-Шань.
Населяет горные засушливые склоны, участки степной растительности с зарослями кустарников и редколесьями. Высокогорный вид, который встречается в Дагестане до высоты 2500 м над ур. м., а восточнее вплоть до 3000 м. У верхней границы своего распространения встречается по дну балок. Вид весьма обычен, но встречается локально.

## Описание
Длина переднего крыла около 14 мм. Глаза покрыты короткими и редкими волосками. Булава усиков образована 16 члениками. На нижней стороны крыльев в центральной ячейке пятна отсутствуют.

## Биология
На Кавказе год развивается в одном поколении. Время лёта бабочек с конца апреля до конца июня. На юге ареала, вероятно имеют место два поколения, а лет имаго наблюдается с мая по август. Кормовые растения гусениц: Astragalus declinatus (в Дагестане), Astragalus caraganae (Талыш) и, вероятно, Oxytropis sp. Яйца откладываются самкой по одному на нижнюю поверхность кормовых растений гусениц — различные виды астрагалов. Стадия яйца длится 5 дней. Достигнув длины около 3,5 мм, гусеницы прекращают питаться и находят место у основания растения или зарываются в почву для зимней диапаузы. Зимуют гусеницы второго возраста.